# Антикурдский конфликт в селе Маятас
Антикурдский конфликт в селе Маятас — разразившийся конфликт в октябре — ноябре 2007 года между казахами и курдами в селе Маятас, в Толебийском районе Южно-Казахстанской области. Поводом для столкновений стала информация об изнасиловании 4-летнего мальчика-казаха 16-летним курдом. Возмущение казахского населения Маятаса, а также соседних селений вылилось в поджоги домов и нападения на курдов, которые продолжались три дня. В самом Маятасе были до основания сожжены 4 курдских дома. До 90 % жителей села, населённого преимущественно курдами, покинули свои дома и перебрались в областной центр. Выступления против курдов проходили также в Сайрамском и Байдибекском районах Южно-Казахстанской области. Для предотвращения столкновений было задействовано до 500 человек личного состава полиции, прокуратуры и Комитета национальной безопасности Казахстана, трое полицейских получили ранения. В общей сложности было задержано 18 предполагаемых участников погромов, в отношении 7 из них возбуждены уголовные дела.